# Municipalità locale di Hibiscus Coast
La municipalità locale di Hibiscus Coast  (in inglese Hibiscus Coast Local Municipality) è stata una municipalità locale del Sudafrica appartenente alla municipalità distrettuale di Ugu, nella provincia di KwaZulu-Natal. In base al censimento del 2001 la sua popolazione era di 218.170 abitanti.
È stata soppressa nel 2016, quando si è fusa con la municipalità locale di Ezinqoleni per costituire la municipalità locale di Ray Nkonyeni.
La sede amministrativa e legislativa era la città di Port Shepstone e il suo territorio si estendeva su una superficie di 839 km² ed era suddiviso in 9 circoscrizioni elettorali (wards). Il suo codice di distretto era KZN216.

## Geografia fisica

### Confini
La municipalità locale di Hibiscus Coast confinava a nord e a ovest con quella di Umzumbe, a est con l'Oceano Indiano, a sud con quella di Mbizana (Oliver Tambo/Provincia del Capo Orientale) e a ovest con quella di Ezinqoleni.

### Città e comuni
- Anerley
- Banner Rest
- Baven-on-Sea
- Bendigo
- Bomela
- Brevo
- Catalina Bay
- Gamalakhe
- Hibberdene
- Kwaxolo
- Leisure Bay
- Leisure Crest
- Lushaba
- Madlala
- Marburg
- Margate
- Marina Beach
- Mavundla
- Melville
- Mt Amvuna Nature Reserve
- Munster
- Nsimbini/Ndwalane
- Nzimakwe
- Oslo Beach
- Palm Beach
- Port Edward
- Port Shepstone
- Portobello Beach
- Pumula
- Ramsgate
- San Lameer
- Sea Park
- Sentombi
- Shelly Beach
- Southbroom
- Southport
- St.Michael's-on-Sea
- Sunwich Port
- Southport
- Umtentweni
- Umzinto
- Umzumbe
- Uvongo
- Woodgrange

### Fiumi
- Malukoka
- Mtamvuna
- Mzimkhulu
- Mzumbe